# Ерхан Ерентюрк
Ерхан Ерентюрк (тур. Erhan Erentürk, нар. 30 травня 1995, Конак, Туреччина) — турецький футболіст, воротар клубу «Коньяспор».

## Ігрова кар'єра

### Клубна
Ерхан Ерентюрк є вихованцем футбольної школи клубу «Каршияка». У 2014 році футболіст потрапив до заявки першої команди на турнір Першої ліги чемпіонату Туреччини. Через два роки команда вилетіла до Другої ліги але Ерентюрк залишився у команді.
Тільки влітку 2018 року як вільний агент воротар перейшов до клубу Першої ліги «Алтинорду». Після цього ще один сезон він відіграв у клубу «Бурсаспор».  Тільки влітку 2022 року також на правах вільного агента Ерентюрк перейшов до клубу «Коньяспор», з яким підписав трирічний контракт. У жовтні 2022 року воротар зіграв свій перший матч у Суперліги.

### Збірна
У 2017 році у складі збірної Туреччини (U-23) Ерхан Ерентюрк брав у часть у Іграх ісламської солідарності, що проходили в Азербайджані.